# 13917 Correggia
13917 Correggia eller 1984 EQ är en asteroid i huvudbältet som upptäcktes den 6 mars 1984 av den amerikanske astronomen Edward L.G. Bowell vid Anderson Mesa Station. Den är uppkallad efter Matteo Correggia.
Asteroiden har en diameter på ungefär 13 kilometer.